# Аленич, Евграф Павлович
Евграф Павлович Аленич (4 (16) октября 1820 — 19 сентября (1 октября) 1897) — генерал-лейтенант Русской императорской армии.

## Биография
Родился 4 (16) октября 1820 года.  Сын подполковника Павла Игнатьевича Аленича, кавалера ордена Святого Георгия 4 класса (26.11.1826; за выслугу). Участник Венгерской кампании 1848–1849, Восточной войны 1853-1856 и Польской кампании 1863-1864. По воспоминаниям однополчан, за храбрость имел прозвище «Лев 7-й дивизии».
Воспитывался в Дворянском полку и Новгородском графа Аракчеева кадетском корпусе. С 4 сентября 1838 года выпущен прапорщиком Полоцкого егерского полка; 19.12.1843 объявлено высочайшее благоволение «за особенное усердие и содействие пограничной таможенной страже в надзоре за чертою Прусской границы, во время пребывания на оной»; из подпоручиков с 1 июня 1845 пожалован, на вакансию, в поручики.
Участвовал в Венгерском походе 1849 года: за отличие в деле 8 июня 1849 против венгров у села Гетарс главнокомандующим Действующей армией, ген.-фельдмаршалом князем Варшавским графом И.Ф. Паскевичем-Эриванским, из штабс-капитанов произведён капитаном того же полка и 27 июня 1849 года высочайше утверждён в капитанском чине, со старшинством с 8 июня 1849 года, в должности ротного командира; 29.01.1852 объявлено высочайшее благоволение за то, что «в вверенных частях, в продолжение определённого времени, не было бежавших нижних чинов»; с 25.12.1852 года производится, за отличие по службе, в майоры Полоцкого егерского полка. 
Участвовал в Дунайской кампании 1854 года Крымской войны и обороне Севастополя. За Дунайскую кампанию из майоров с 20.07.1854 года пожалован, за отличие в сражениях против турок под Измаилом при форсировании Дуная, подполковником того же - Полоцкого егерского полка, со старшинством с 11.03.1854 года, с оставлением в должности батальонного командира. Тем же чином с 23.06.1855 года переводится в Полоцкий егерский резервный полк. Из подполковников Полоцкого егерского резервного полка тем же чином с 26.06.1855 года назначен на должность командира Витебского егерского полка (26.06.1855 – 11.03.1863); 5 июля 1855 принял командование полком. За дело на Чёрной речке 4 августа 1855 года, где был ранен, с 30 августа 1855 произведён в полковники, с оставлением в должности командира Витебского егерского полка, и получил орден Св. Владимира 4-й степени с мечами и бантом (29.11.1855); 20 июня 1856 года с полком выступил из Севастополя на квартиры в Смоленск. В 1858 году разрешено принять и носить прусский орден Красного Орла 3-го класса. 
В том же чине и в той же должности встретил Польское восстание 1863-1864: в 1863 части полка квартировали в Варшаве и Ченстохове, охраняли Варшавско-Венскую и С.-Петербургско-Варшавскую железные дороги; 14.-15.02.1863 г. командовал сводным отрядом (из роты Витебского пехот. полка, 2-х орудий батарейной № 2-й батареи 7-й артил. бригады, 50 казаков эскадрона № 3 полка и 50 объезчиков Калишской бригады пограничной стражи) против отряда польских повстанцев под начальством К. Цешковского численностью до 500 чел. в деле у дер. Панки. По недоразумению - ошибке начальника штаба войск в Царстве Польском генерал-майора А. Ф. Минквица, с 11.03.1863 года отставлен от командования Витебским пехотным полком,  с зачислением полковником по армейской пехоте в Запасные войска; ожидал назначения и состоял в запасе около года, проживал в местечке Пилица Радомской губернии. При том, числясь в запасе, продолжал участвовать в делах против польских мятежников: 14 ноября 1863 года возглавил сводный отряд радомского гарнизона (3 пехотные роты, 2 орудия и эскадрон драгун), высланный из Радома для поиска польских повстанцев, по направлению к Илже, на соединение с отрядом полковника Шульмана, разгромившего повстанцев у дер. Оцесенки Радомской губернии; тем же – 14 ноября, числом, настиг и разгромил за Илжей отряд повстанцев обшей численностью в 300 чел., под командованием Петровского, и при том потерь отряд Аленича не понес.  В том же чине - полковника, на открывшуюся вакансию, с 19 февраля 1864 года назначен командиром 26-го Могилевского пехотного полка (19.02.1864 – 20.10.1869). За отличие в делах польской кампании пожалован орденом Святой Анны 2 степени с императорской короной и мечами.  
Получив 20 октября 1869 года чин генерал-майора, он был назначен помощником начальника 7-й пехотной дивизии (квартира в Радоме Варшавского военного округа), а с 14 июля 1872 года — помощником начальника 4-й пехотной дивизии (квартира в Калише Варшавского военного округа); с 30 августа 1873 года принял командование 1-й бригадой этой же дивизии. С той должности уволен в отставку, за болезнью, с производством 28 сентября 1884 года в генерал-лейтенанты, с мундиром и пенсионом полного оклада. 
Был женат на Маргарите Романовне (1849 – 23.05.1914). Его сын — генерал-майор Михаил Евграфович Аленич (1866—1938), был женат с 7.01.1890 на урождённой девице Аделаиде Ивановне Бибери, дочери дворянина Бессарабской губернии; в браке с А. И. Бибери имел дочерей Ксению и Татьяну (в замужестве Баранецкую).
Похоронен на севастопольском Братском кладбище (надгробие утрачено; эпитафия гласила «Жил без жалоб, умер без страха»).

## Награды
- орден Св. Владимира 4-й ст. с мечами и бантом (1855)[3]
- знак отличия за XV лет беспорочной службы (1855)[4]
- Медаль «В память войны 1853—1856» на Андреевской ленте (1858)
- орден Св. Анны 2-й степени (1861);  императорская корона и мечи к ордену (1864)[3]
- Медаль «За усмирение польского мятежа» (1865)
- орден Св. Владимира 3-й степени с мечами (9.07.1867)[3]
- орден Св. Станислава 1-й степени (30.08.1873)[3]
- орден Св. Анны 1-й степени (1.01.1878)[3]
- знак отличия за XL лет беспорочной службы (1881)[3]
- прусский орден Красного орла 3-й ст. (1858)[3]